# Callionymus rivatoni
 Callionymus rivatoni és una espècie de peix de la família dels cal·lionímids i de l'ordre dels perciformes.

## Distribució geogràfica
Es troba a l'oest del Pacífic central.